# Gustav Krupp von Bohlen und Halbach
Gustav Krupp von Bohlen und Halbach (celým jménem Gustav Georg Friedrich Maria Krupp von Bohlen und Halbach; 7. srpen 1870, Den Haag – 16. leden 1950, Blühnbach u Salcburku, Rakousko) byl německý bankéř, diplomat, průmyslník a také člen Národně socialistické německé dělnické strany. Jeho řízení v tzv. Norimberském procesu bylo z důvodu pokročilé demence zastaveno.

## Život
Po ukončení studia práv na Univerzitě v Heidelbergu roku 1893 pracoval na říšském ministerstvu zahraničních věcí v Berlíně.
Jeho manželkou se stala v roce 1906 Bertha Krupp, majitelka největšího německého ocelářského a zbrojařského koncernu, který zdědila po svém otci Friedrichu Alfredu Kruppovi (1854–1902). Na jejich svatbě byl účasten i samotný císař Vilém II. Pruský.
Pro jeho potrestání za aktivní podporu Třetí říše, a to hlavně v oblasti financování a zbrojení, se v roce 1945 písemně společně zasazovaly Spojené státy americké, Francie, Spojené království a SSSR.
V roce 1917 zakoupil zámek v Blühnbachu (Schloss Blühnbach), kde také roku 1950 zemřel. Byl pochován na hřbitově Bredeney v Essenu.

## Galerie

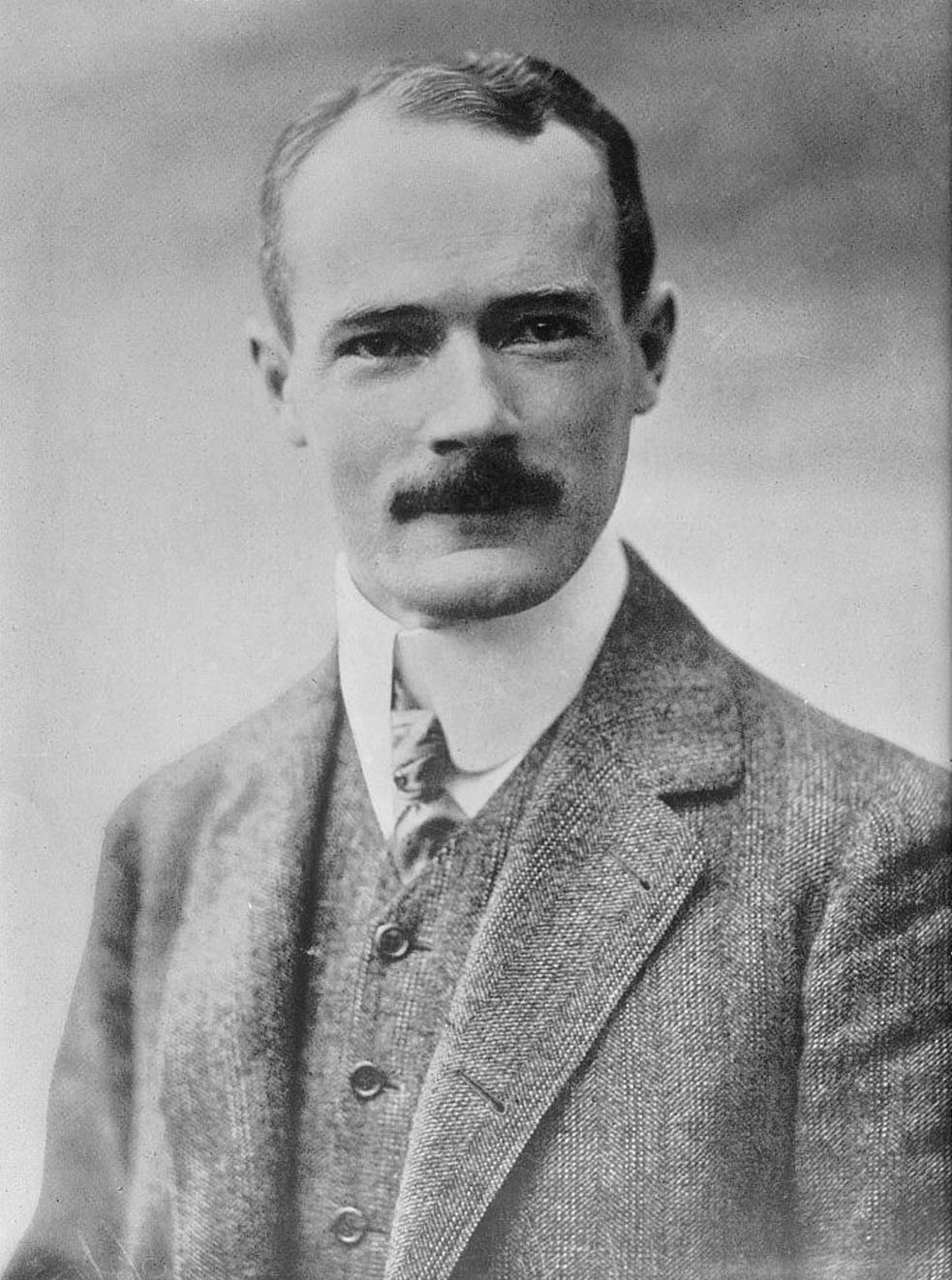
Gustav Krupp von Bohlen und Halbach
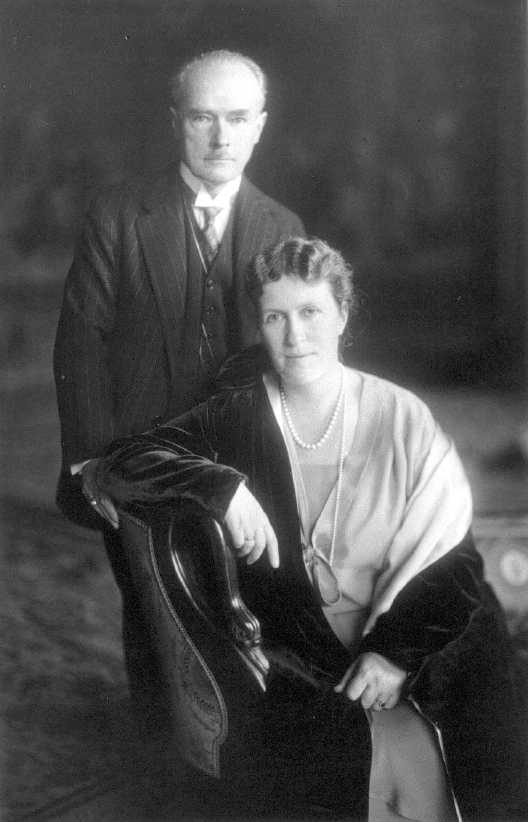
Gustav Krupp von Bohlen und Halbach s chotí Bertou
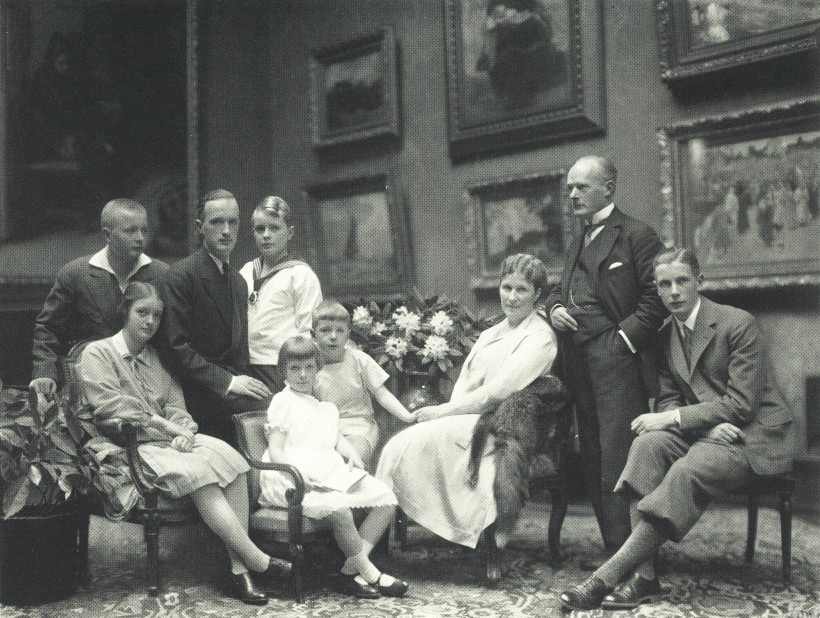
Gustav Krupp von Bohlen und Halbach (vpravo stojíc)
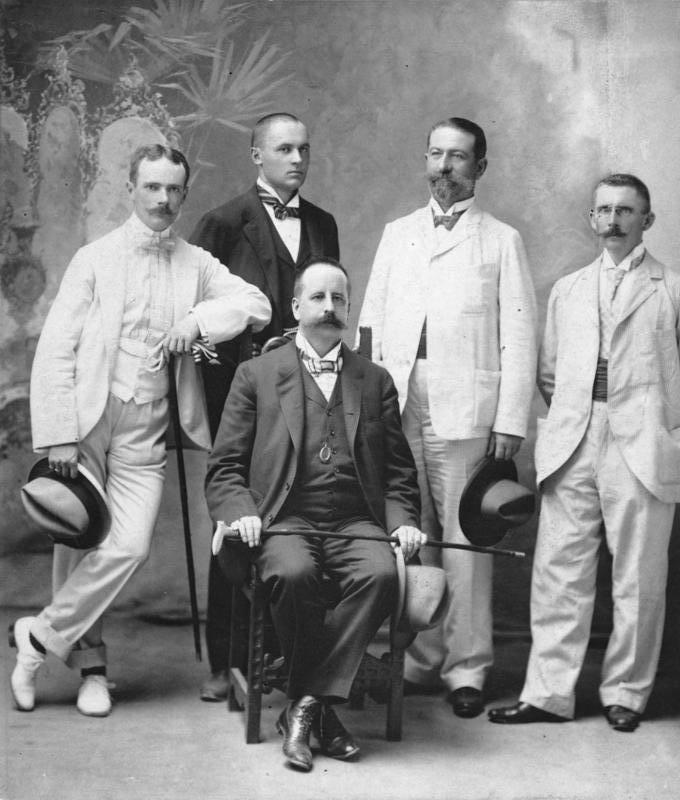
Zcela vlevo: Gustav Krupp von Bohlen und Halbach
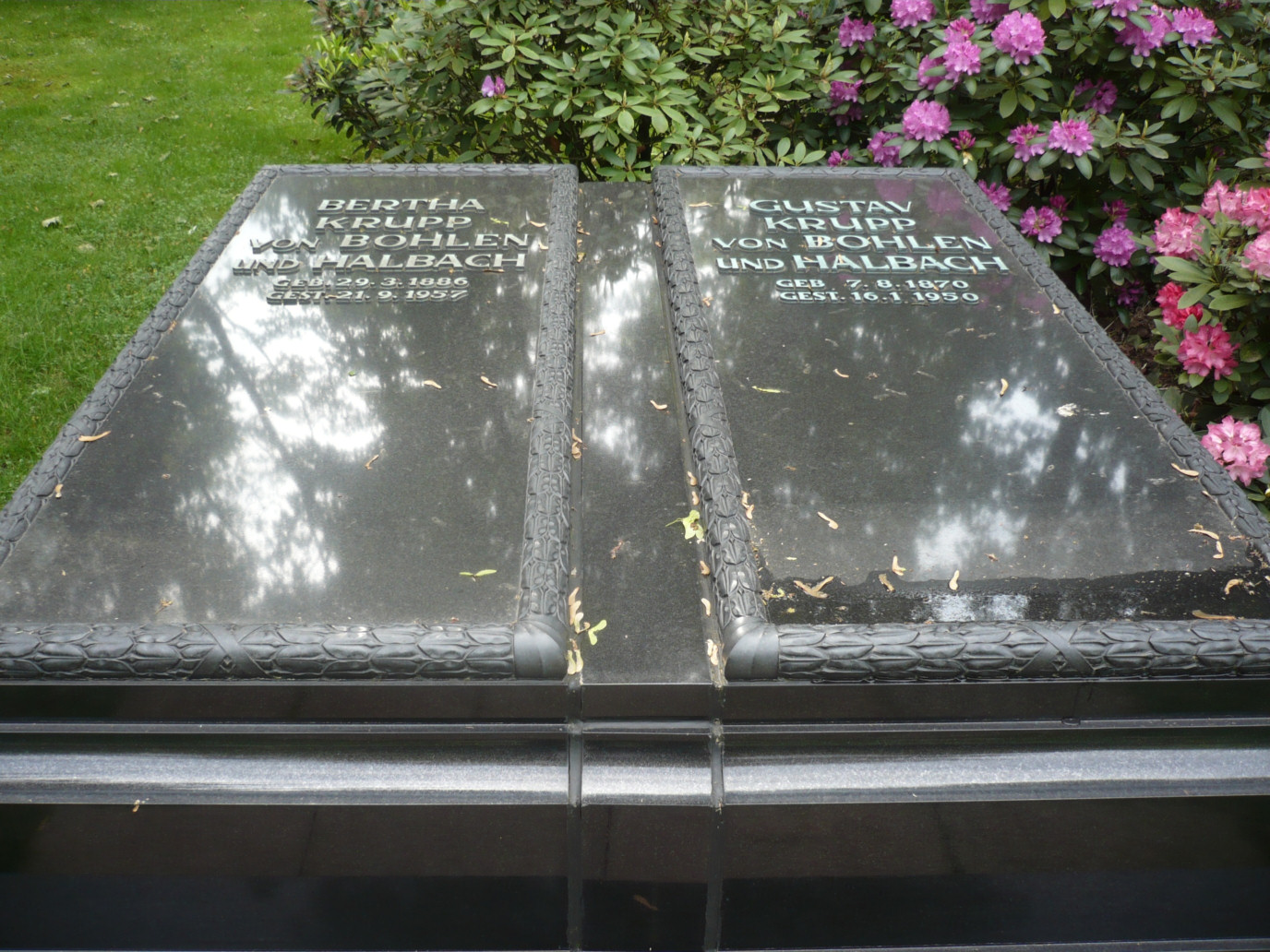
Hrob obou manželů v Essenu